# Thelypteris tablana
Thelypteris tablana är en kärrbräkenväxtart som först beskrevs av Christ, och fick sitt nu gällande namn av Alan Reid Smith. Thelypteris tablana ingår i släktet Thelypteris och familjen Thelypteridaceae. Inga underarter finns listade.